# Banco Opportunity
O Banco Opportunity (posteriormente Banco Opportunity de Investimento S.A.) foi um banco brasileiro fundado em 1994 na cidade do Rio de Janeiro por Dório Ferman.
Em princípio foi um banco múltiplo com carteiras de investimento e comercial. Em 7 de dezembro de 2013 passou a ser apenas um banco de investimentos. Dentre as atividades permitidas pela carteira de investimentos, o Banco Opportunity concentrava-se em serviços relacionados à administração de recursos de terceiros.
Em 19 de janeiro de 2015, o Banco Central do Brasil oficializou o cancelamento da autorização dada ao Banco Opportunity para funcionamento como instituição financeira, passando a adotar a denominação social para Opportunity HDF Participações S.A. Em 23 de novembro do mesmo ano o BCB publicou no Diário Oficial nº 223 a aprovação do processo de cancelamento da autorização para funcionamento da instituição.

## Operação Satiagraha
Em 22 de janeiro de 2009, o governo brasileiro anunciou o bloqueio de U$$ 2 bilhões em contas bancárias mantidas no exterior para servir de garantia à Operação Satiagraha.
A operação foi totalmente desmantelada. Em 7 de junho de 2011 foi anulada pelo Superior Tribunal de Justiça (STJ), acatando parecer do Ministério Público Federal, em razão de ilegalidades.
Em 24 de junho de 2015, o Supremo Tribunal Federal (STF) ratificou a decisão do STJ que anulou a Satiagraha. 
Em 19 de agosto de 2015 transitou em julgado no STF a anulação da operação. Com o trânsito em julgado da anulação o valor bloqueado voltou aos fundos.

### Prisão
No dia 8 de julho de 2008, os executivos do Opportunity foram presos pela Polícia Federal.
No dia seguinte às prisões, foi concedido habeas corpus a todos os integrantes do grupo Opportunity. Essa decisão do STF não beneficiou Naji Nahas e Celso Pitta.
Daniel Dantas foi preso novamente na tarde do dia 10 de julho de 2008, quinta-feira, a pedido do juiz Fausto Martin de Sanctis, da 6ª Vara Federal Criminal de São Paulo. A prisão foi efetuada num escritório na avenida Nove de Julho, em São Paulo. Dantas foi algemado pessoalmente pelo delegado Protógenes Queiroz e voltou para a carceragem da Superintendência da PF em São Paulo às 16h50. A nova ordem de prisão foi solicitada pela Polícia Federal em São Paulo "em razão de documentos encontrados nas buscas realizadas na última terça-feira" e também por uma testemunha que fortaleceu "a ligação entre o preso e a prática do crime de corrupção (suborno) contra um policial federal que participava das investigações". Segundo o Ministério Público Federal, o depoimento de Hugo Chicaroni, preso na terça-feira, motivou o novo pedido de prisão do banqueiro.
Dantas foi libertado por um segundo habeas corpus concedido pelo ministro Gilmar Mendes, que lançou duras críticas contra a atuação do juiz de Sanctis e do delegado Protógenes, ambos responsáveis pela Satiagraha.
As prisões de Daniel Dantas, decretadas pelo então juiz Fausto de Sanctis, da 6ª Vara Criminal de São Paulo, foram julgadas ilegais pelo plenário do Supremo, por 9 votos a 1.

### Decretada a prisão do ex-delegado Protógenes Queiroz
Condenado por vazar informações, Protógenes Queiroz não compareceu a audiência sobre cumprimento da pena de serviços. A Justiça Federal de São Paulo decretou a prisão do ex-delegado da Polícia Federal e ex-deputado Protógenes. Sua defesa diz que lhe foi concedido asilo político do governo suíço em 2016, porém não foi entregue à justiça brasileira nenhum documento comprovando o mesmo. 
A sentença da juíza diz que esta foi a terceira vez que o ex-delegado não compareceu à audiência. Como ele não compareceu à sessão a juíza entendeu que não havia motivos justificáveis para sua ausência e que ele não tinha a intenção de colaborar com a Justiça.
A prisão de Protógenes Queiroz já havia sido determinada em 13 de maio de 2016, quando, pela segunda vez consecutiva, ele não compareceu à audiência. Na época, a Justiça Federal determinou ainda que fosse enviado à Interpol o mandado de prisão com “difusão vermelha”, para que ele fosse localizado e preso onde estivesse.

### Promoção salva desembargador Fausto De Sanctis
Em 7 de junho de 2011, o Conselho Nacional de Justiça arquivou os dois processos nos quais o desembargador Fausto Martin De Sanctis, do Tribunal Regional Federal da 3ª Região, era acusado de descumprir ordens do Supremo Tribunal Federal quando era juiz na 6ª Vara Federal Criminal de São Paulo.
Por unanimidade, os conselheiros entenderam que o juiz, de fato, desobedeceu às ordens do STF. Mas ele não será punido porque a pena de censura, adequada para o caso segundo a decisão do CNJ, não pode ser aplicada a desembargador.
O juiz Fausto Martins de Sanctis foi promovido para o cargo de desembargador do TRF-3 no final de 2010. Se os processos tivessem sido julgados antes disso, ele teria sido punido com pena de censura por se negar a prestar informações pedidas pelo Supremo e por driblar a decisão do então presidente do STF, ministro Gilmar Mendes, de soltar o banqueiro Daniel Dantas, preso em julho de 2008 sob acusação de crimes financeiros.

### Anulação da Operação Satiagraha
A Operação Satiagraha foi totalmente desmantelada. Dantas e os diretores foram absolvidos das acusações que deram escopo para a instauração da Operação.
Em 7 de junho de 2011 foi anulada pelo Superior Tribunal de Justiça (STJ), acatando parecer do Ministério Público Federal, em razão de ilegalidades.
Em 24 de junho de 2015, o Supremo Tribunal Federal (STF) ratificou a decisão do STJ que anulou a Satiagraha. 